# Jedenaście minut
Jedenaście minut (port. Onze minutos) – powieść Paula Coelha, wydana w 2003 roku. Do 2005 książka została sprzedana w 6 milionach egzemplarzy oraz doczekała się wydań w 39 językach.

## Opis fabuły
Jest to historia młodej dziewczyny z brazylijskiej wioski – Marii, której pierwsze, niewinne kontakty z miłością owocują jedynie jej złamanym sercem. Jest przekonana, że nigdy nie znajdzie prawdziwej miłości, wierzy nawet, że miłość powoduje wyłącznie cierpienie. Składa samej sobie smutną obietnicę, że nie będzie się zakochiwać, w ten sposób broniąc się przed rozczarowaniem. Mężczyzna przypadkowo poznany w Rio de Janeiro zabiera ją do Genewy. Obiecuje jej pieniądze za pracę w charakterze tancerki samby, jednak Maria nie zdobywa akceptacji pracodawcy i traci tę posadę. Ponieważ nie chce powrócić z Europy z niczym, a nawet nie stać ją na powrót do domu, postanawia podjąć pracę w innym zawodzie – jej wybór pada na prostytucję. Dziewczyna nie użala się nad sobą, jest to jej świadomy wybór. Życie w Genewie tym bardziej odsuwa ją od miłości, jednocześnie rozwija w niej fascynację seksem. W końcu przekonania Marii zostają wystawione na ciężką próbę – poznaje ona przystojnego malarza i musi dokonać życiowego wyboru – czy podążać dalej drogą przynoszącą korzyści materialne, ale sprawiającą, że jej świat duchowy ubożeje, czy zaryzykować utratę dotychczasowego życia, szukając swojego wewnętrznego światła oraz poznając seks w kontekście miłości.